# 被动运输

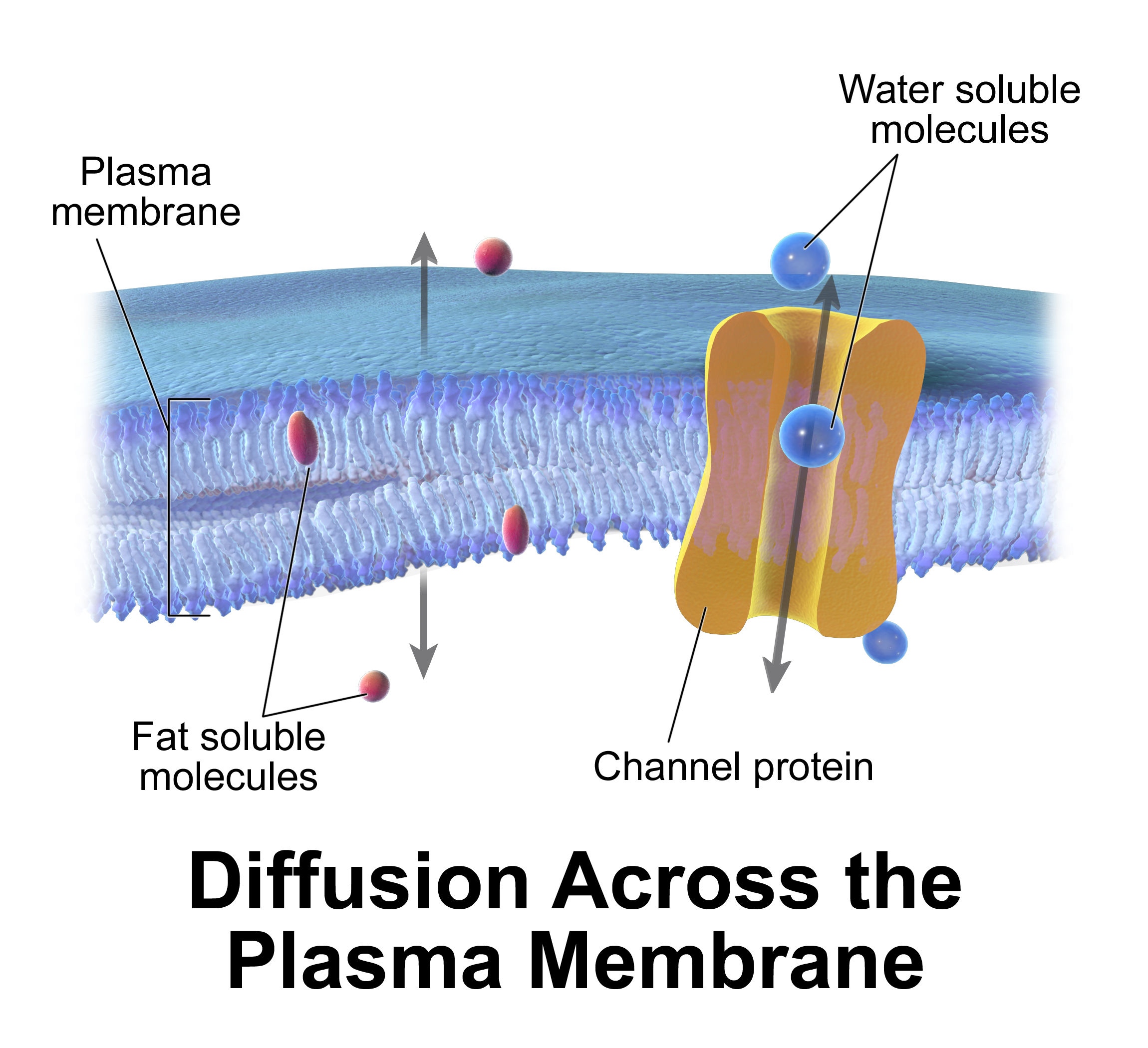
被动运输穿越細胞膜。

被动运输（英文：Passive transport）指的是生物化学物质的运动或其他原子或分子穿过细胞膜。不像主动运输，该过程不需要化学能，这是因为顺浓度梯度的跨膜转运总是伴随着系统熵增大的方向进行的。因此，被动运输是基于细胞膜的半透性，这也相应地依赖膜脂以及膜蛋白的组织形式及其化学表征。被动运输的四种形式分别是：简单扩散（自由扩散）、易化扩散（协助扩散）、过滤以及渗透。

## 简单扩散（自由扩散）
简单扩散是物质从高浓度区移动到低浓度区的净迁移，该过程不需要载体蛋白参与，物质可直接穿过细胞膜。描述两个区域之间的浓度差别常有一个术语叫做“浓度梯度”，扩散将会一直进行，直到该梯度消失时才停止。因为扩散作用是将物质从高浓度区转向低浓度，因此它也被称为“顺浓度梯度”。（与主动运输不同的是，后者通常将物质从低浓度区转向高浓度因此它也被称为“逆浓度梯度”。）通常情况下，小分子物质（如气体）和脂溶性较强的物质（如脂肪、氧氣、二氧化碳）通常以此方式进出细胞，而带电的离子、非脂溶性的大分子（如多糖）等则难以以此方式进出细胞。

## 易化扩散（协助扩散）

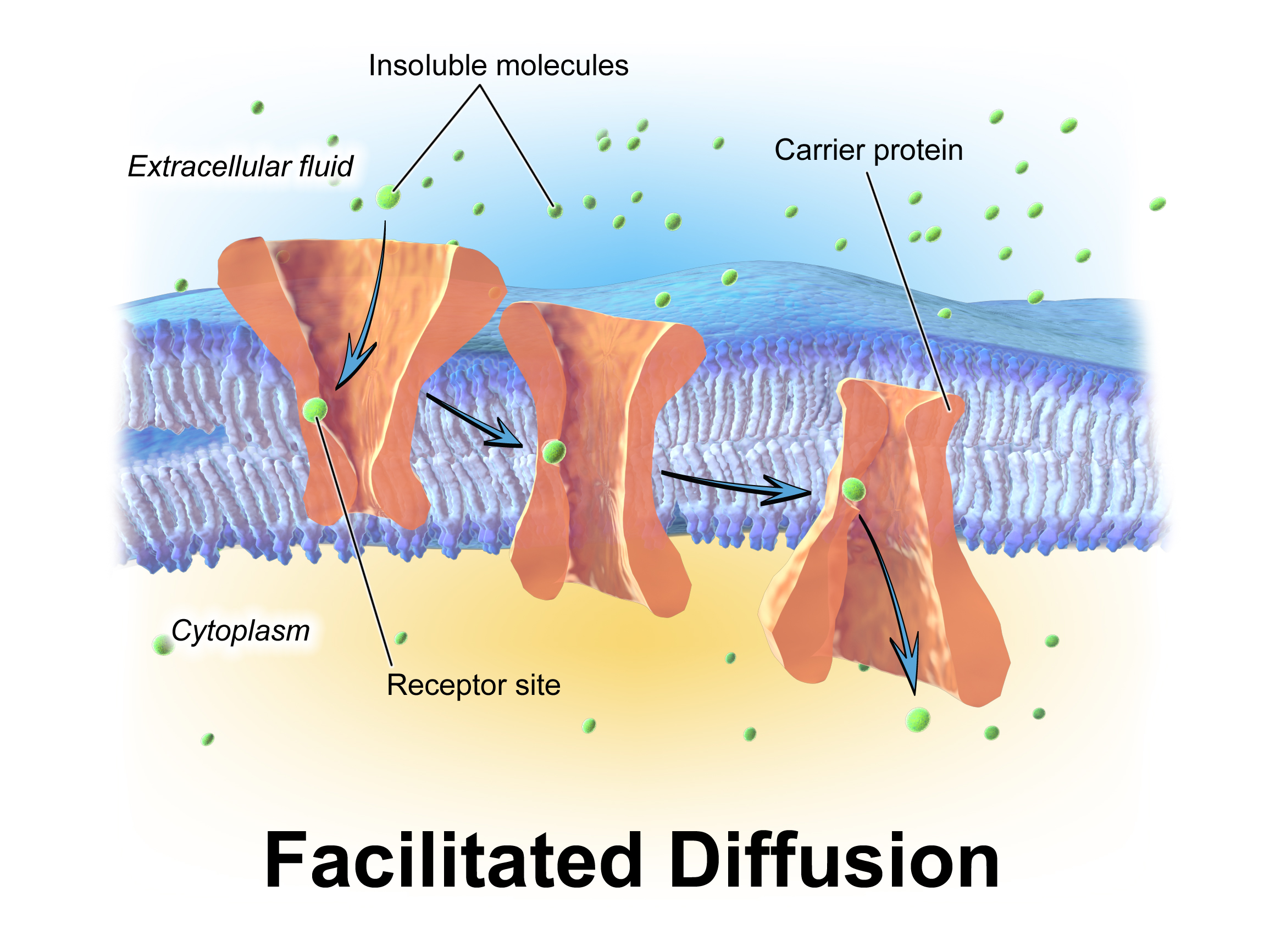
促進擴散描述

概念：非脂溶性的小分子物质或带电离子在跨膜蛋白帮助下，顺浓度梯度和(或)电位梯度进行的跨膜转运

易化扩散，是指分子在特殊转运蛋白或离子通道的帮助下跨越细胞膜。许多大分子，例如多糖不能溶解于脂质并且太大而不能穿过膜的孔隙。因此，它会与它的特异性载体蛋白相结合，这个复合体接下来会结合到受体位点并穿过细胞膜。

## 过滤
过滤是指水及溶质分子在循环系统所产生的静水力学压力作用下跨越细胞膜的过程。根据膜上孔隙的大小，只有一定大小的溶质分子才有可能跨过膜。例如，肾脏中肾小球囊上的细胞膜孔隙很小，并且只有最小的蛋白清蛋白这种蛋白有极小的机率可以滤过。另一方面，肝脏细胞的膜孔隙则十分大，以使各种各样的的溶质分子穿过并进行代谢。

## 渗透

血细胞在不同溶液下的渗透作用示意圖，滲透作用是被動運輸的四種形式之一。

渗透是一种水分子穿过选择性可渗透膜的扩散，是水分子穿过部分渗透膜从高水势向低水势的净迁移。具有较少负水势的细胞会吸入水分子，但这也取决于其他因素例如溶质势（细胞压力，例如溶质分子）以及压力势（外界压力，例如细胞壁）。